# Лицемерје
Хипокризија или лицемерје је заступање ставова, вредности и уверења у које личност не верује, посебно у погледу верских и моралних уверења. Стога, у општем смислу, лицемерје може укључивати прикривање, претварање или варку. Лицемерје је практиковање истог обрасца понашања или активности због којих једна особа критикује другу. У моралној психологији, то је неуспех у праћењу сопствених моралних правила и принципа. Према британском политичком филозофу Дејвиду Рансиману, „друге врсте лицемерне обмане укључују тврдње о знању које говорник нема, тврдње о доследности коју особа не поседује, тврдње о верности коју особа испољава, тврдње о идентитету који дата особа нема”. Амерички политички новинар Мајкл Џерсон наводи да је политичко лицемерство „свесна употреба маске да би заварала јавност и стекла политичку корист”. Етимолошки потиче из грчке речи ὑπόκρισις (hypokrisis) која значи „глума“. „Хипокрит“ у античкој Грчкој је био појам за глумца односно особу која намерно заварава друге.

## Историја
Лицемерје је постало главна тема енглеске политичке историје почетком 18. века. Закон о толеранцији из 1689. дозвољавао је одређена права, али је оставио протестантске неконформисте (као што су конгрегационалисти и баптисти) лишене важних права, укључујући и право обављања функције. Неконформисти који су желели функцију разметљиво су узимали англикански сакрамент једном годишње како би избегли ограничења. Англиканци Високе цркве су били огорчени и ставили ван закона оно што су назвали „повремено усаглашавање“ 1711. године Законом о повременој усклађености из 1711. године. У политичким контроверзама уз помоћ проповеди, говора и памфлетских ратова, и високи црквењаци и неконформисти су нападали своје противнике као неискрене и лицемерне, као и опасно ревносне, за разлику од сопствене умерености.
У својој чувеној књизи Басна о пчелама (1714) енглески писац Бернард Мандевил (1670–1733) истраживао је природу лицемерја у савременом европском друштву. С једне стране, Мандевил је био „моралистички“ наследник француског августинизма из претходног века, посматрајући друштвеност као пуку маску за таштину и понос. С друге стране, био је „материјалиста“ који је помогао оснивању модерне економије. Он је покушао да докаже универзалност људских апетита за телесним задовољствима. Он је тврдио да су напори саможивих предузетника основа комерцијалног и индустријског друштва у настајању, што је правац размишљања који је утицао на Адама Смита (1723–1790) и утилитаризам 19. века. Напетост између ова два приступа ствара амбиваленције и контрадикције – у вези са релативном снагом норми и интереса, односом између мотива и понашања и историјском варијабилности људских култура. У доба просветитељства 18. века, расправе о лицемерју биле су уобичајене у делима Волтера, Русоа и Монтења.

### Сједињене Државе
У пропагандним биткама Другог светског рата, Јапан је напао америчко лицемерје наглашавајући неправду логора за заточеништво за Јапанце у Сједињеним Државама. Радио Токио је нагласио да су кампови разоткрили лицемерне америчке тврдње о демократским идеалима и фер-плеју. Пропаганда је цитирала америчке осниваче, неутралне изворе и различита мишљења главних америчких новина. Радио Токио је такође користио измишљене изворе. Он је прогласио моралну супериорност Јапана док је претио да ће малтретирати америчке ратне заробљенике у знак одмазде.
Амерички историчар Мартин Џеј у Врлине лажности: о лагању у политици (2012) истражује како су писци током векова третирали лицемерје, обману, ласкање, лаж и варање, клевету, лажна претварања, живот на позајмљеној слави, маскирање, конвенције прикривања, претварање пред другима и уметност прикривања. Он претпоставља да је политика вредна труда, али пошто је неизбежно повезана са лажима и лицемерјем, Џеј закључује да лагање не сме бити толико лоше.